# Cyclisatie
Een cyclisatie of ringsluiting is een chemische reactie waarbij een of meer organische moleculen tot een ring van atomen worden gevormd.
Er bestaan verschillende soorten cyclisatiereacties. Zo kan er tijdens het cycliseren waterstofgas (H2) vrijkomen, doordat aan iedere zijde van de koolstofketen een binding moet worden vrijgemaakt voor de ringsluiting. Tevens kan er een cycloadditie optreden, waarbij twee alkenen met elkaar reageren tot een ringstructuur, zoals bij de fotochemische additie van 1,3-butadieen met etheen. Cyclisatiereacties vereisen over het algemeen een katalysator, omdat er in vele gevallen een zekere ringspanning aanwezig is in de gevormde ring.
Een klassiek voorbeeld van cyclisatie in de organische chemie is een dieckmann-condensatie: